# Флаг Пролетарского сельского поселения
Флаг муниципального образования Пролета́рское сельское поселение Кореновского района Краснодарского края Российской Федерации — опознавательно-правовой знак, служащий официальным символом муниципального образования.
Флаг утверждён 3 мая 2007 года решением Совета Пролетарское сельское поселение № 112 и внесён в Государственный геральдический регистр Российской Федерации с присвоением регистрационного номера 3388.

## Описание
«Прямоугольное синее с белыми волнистыми полосами по верхнему и нижнему краям полотнище с отношением ширины к длине 2:3, несущее посередине белые фигуры герба Пролетарского сельского поселения».
Фигуры герба представляют собой два белых сообращённо плывущих лебедя с поднятыми крыльями.

## Обоснование символики
Флаг языком символов и аллегорий отражает природные и экономические особенности сельского поселения.
Территориально сельское поселение состоит из двух хуторов: Пролетарского и Бабиче-Кореновского, что на флаге аллегорически отражено изображениями двух серебряных лебедей, символизирующих крепость отношений между жителями этих населённых пунктов. Изображение лебедей также символизируют дружеские отношения, красоту, любовь и говорит о том, что эти птицы в большом количестве зимуют на водоёмах поселения.
Синий цвет поля символизирует честь, благородство, духовность и красивые водоёмы поселения.
Белый цвет (серебро) символизирует чистоту, совершенство, мир и взаимопонимание.